# 16986 Archivestef
16986 Archivestef (1999 AR34) là một tiểu hành tinh vành đai chính.